# Yagra
Yagra é um gênero de traça pertencente à família Brachodidae.